# オキシカチオン
オキシカチオン(英:oxycation)は酸素を含み正電荷を持つ分子イオンの一群である。酸素を意味する接頭辞"oxy"と陽イオンを意味する"cation"の組み合わせである。

## 例
- ジオキシゲニルイオン： O2+
- ニトロソニウムイオン： NO+
- ニトロニウムイオン： NO2+
- バナジルイオン： VO2+ ・・・ オキシカチオンの中では極めて安定である
- ウラニルイオン： UO22+ ・・・ 酸化数 +6 のウランイオン（U6+）はこの形で存在する。また、アクチノイドのオキシカチオンを総称してアクチニルイオンと呼ぶ。